# Timothy Carhart
Timothy Carhart (Washington D.C., 24 december 1953) is een Amerikaans acteur.

## Biografie
Carhart is geboren in Washington D.C. maar heeft in zijn jeugd ook in Izmir en Ankara in Turkije en in Verdun in Frankrijk gewoond. Toen hij terugkeerde naar Amerika ging hij een studie theater volgen.
Carhart begon in 1978 met acteren in de televisieserie The Awakening Land. Hierna heeft hij nog meerdere rollen gespeeld in televisieseries en films zoals Ghostbusters (1984), Witness (1985), Working Girl (1988), The Hunt for Red October (1990), Thelma & Louise (1991), Red Rock West (1993), Beverly Hills Cop III (1994), 24 (2002) en CSI: Crime Scene Investigation (2000-2003).
Carhart is ook actief in het theater, hij speelde eenmaal op Broadway. In 1992 speelde hij in het toneelstuk A Streetcar Named Desire als Harold Mitchell.

## Filmografie[2]

### Films
Uitgezonderd korte films.
- 2017 Bromance - als mr. Garcia
- 2016 The Remake - als Francis Zelski
- 2005 Black Dawn – als Greer
- 2001 Love and Treason – als detective Johnny Blake
- 2001 Motorcrossed – als Edward Carson
- 1999 The Price of a Broken Heart – als Joe Hutlemeyer
- 1998 Before He Wakes – als Ron Michaels
- 1998 To Live Again – als Hank
- 1997 Air Force One – als agent geheime dienst
- 1996 Gone in the Night – als Paul Hogan
- 1996 America's Dream – als professor Daniel
- 1996 Smoke Jumpers – als Tom Classen
- 1996 Black Sheep – als Roger Kovary
- 1995 Candyman: Farewell to the Flesh – als Paul McKeever
- 1994 Beverly Hills Cop III – als Ellis De Wald
- 1993 Heaven & Earth – als Big Mike
- 1993 Red Rock West – als Matt Greytack
- 1992 Quicksand: No Escape – als Charlie Groves
- 1991 In a Child's Name – als Robert Fausak
- 1991 Thelma & Louise – als Harlan
- 1990 Call Me Anna – als Harry
- 1990 The Hunt for Red October – als Bill Steiner
- 1989 Pink Cadillac – als Roy McGuinn
- 1988 Working Girl – als Tim Draper
- 1988 Lovers, Partners & Spies – als Jack Smith
- 1988 The Rescue – als luitenant Phillips
- 1986 Playing for Keeps – als Emmett
- 1986 The Manhattan Project – als beveiliger
- 1986 Sweet Liberty – als Eagleton
- 1985 Marie – als Clayton Dawson
- 1985 Desperately Seeking Susan – als vriend van Victoria
- 1985 Witness – als Zenovich
- 1985 The Party Animal – als Studly
- 1984 Ghostbusters – als violist
- 1983 Summerspell – als Cecil jr.

### Televisieseries
Uitgezonderd eenmalige gastrollen.
- 2018 - 2020 Yellowstone - als A.G. Stewart - 10 afl.
- 2000 – 2003 CSI: Crime Scene Investigation – als Eddie Willows – 4 afl.
- 2002 24 – als Eric Rayburn – 4 afl.
- 2000 Any Day Now – als Clay Mitchell – 2 afl.
- 1995 The Client – als Walon Clark – 3 afl.
- 1989 – 1990 Island Son – als dr. Anthony Metzger – 18 afl.
- 1989 Thirtysomething – als Matt Enwright – 3 afl.

- Bibliothèque nationale de France: cb14161786v (data)
- International Standard Name Identifier: 0000 0001 2279 1972
- Library of Congress Control Number: nr2004010595
- Système universitaire de documentation: 077446321
- Virtual International Authority File: 44508498
- WorldCat: E39PBJwX86BhcCK6RYFJCCrDv3